# Liste des épisodes de Brothers and Sisters
 (octobre 2023).
Si vous disposez d'ouvrages ou d'articles de référence ou si vous connaissez des sites web de qualité traitant du thème abordé ici, merci de compléter l'article en donnant les références utiles à sa vérifiabilité et en les liant à la section « Notes et références ».

Cette page recense la liste des épisodes du feuilleton télévisé Brothers and Sisters (2006-2011).

## Première saison (2006-2007)
1. Retour à L.A. (Patriarchy)
2. Les dernières volontés (An Act of Will)
3. Sortie de l'ombre (Affair of State)
4. Portrait de famille (Family Portrait)
5. Les jeux de l'amour (Date Night)
6. Soirée de gala (For the Children)
7. Week-end au ranch (Northern Exposure)
8. Mea... (Mistakes Were Made, Part 1)
9. ...culpa (Mistakes Were Made, Part 2)
10. En sursis (Light the Lights)
11. Thérapie familiale (Family Day)
12. Stratégies amoureuses (Sexual Politics)
13. L'anniversaire de Nora (Something Ida This Way Comes)
14. Soirées de Saint-Valentin (Valentine's Day Massacre)
15. L'art d'aimer (Love Is Difficult)
16. L'autre sœur (The Other Walker)
17. Pièce rapportée (All In the Family)
18. D'une soirée à l'autre (Three Parties)
19. Défi de famille (Game Night)
20. Mauvaises nouvelles (Bad News)
21. Les raisins de la colère (Grapes of Wrath)
22. Un sur deux (Favorite Son)
23. Le départ (Matriarchy)

## Deuxième saison (2007-2008)
1. Dans l'attente... (Home Front)
2. Tous pour un (An American Family)
3. Vieux démons (History Repeating)
4. Week-end entre filles (States of Union)
5. Une bonne et une mauvaise (Domestic Issues)
6. Que faire ? (Two Places)
7. 36 heures (36 Hours)
8. La première danse (Something New)
9. Le mariage (Holy Matrimony)
10. Toute la vérité (The Feast of Epiphany)
11. Chassé-croisé (The Missionary Imposition)
12. A nous le Michigan ! (Compromises)
13. Ne nous quitte pas (Separation Anxiety)
14. Mensonge et trahisons (Double Negative)
15. Plus dure est la chute (Moral Hazard)
16. La bague au doigt (Prior Commitments)

## Troisième saison (2008-2009)
1. La première pierre (Glass Houses)
2. Le livre de la discorde (Book Burning)
3. Une vie pour une autre (Tug of War)
4. Tout doit disparaître (Everything Must Go)
5. Quelque chose à fêter ? (You Get What You Need)
6. Visite à Bakersfield (Bakersfield)
7. Comme par magie (Do You Believe In Magic ?)
8. Adjugé... vendu (Going Once ... Going Twice)
9. Le prix à payer (Unfinished Business)
10. Juste une fois (Just a Sliver)
11. Désirs de paternité (A Father Dreams)
12. Orgueil et rivalité (Sibling Rivalry)
13. Ecologie sentimentale (It's Not Easy Being Green)
14. Tout se bouscule (Owning It)
15. Les retrouvailles (Lost & Found)
16. En eaux troubles (1) (Troubled Waters - Part 1)
17. En eaux troubles (2) (Troubled Waters - Part 2)
18. Les deux camps (Taking Sides)
19. Un week-end entre frères (Spring Broken)
20. Fuite en avant (Missing)
21. Retour possible (S3x)
22. Décisions difficiles (Julia)
23. Laissons ça derrière nous (Let's Call the Whole Thing Off)
24. Tous au Mexique (Mexico)

## Quatrième saison (2009-2010)
1. Au bord de la route (The Road Ahead)
2. Scoop (Breaking the News)
3. Comme si de rien n'était (Almost Normal)
4. Carte postale (From France With Love)
5. Dernier tango à Pasadena (Last Tango In Pasadena)
6. Zen attitude (Zen & the Art of Mole Making)
7. La beauté de Kitty (The Wig Party)
8. Le vent de la victoire (The Wine Festival)
9. Le bonheur des uns... (Pregnant Pause)
10. Valse hésitation (Nearlyweds)
11. Le sang des Walker (A Bone To Pick)
12. L'imposteur (The Science Fair)
13. La rumeur (Run Baby Run)
14. A bulletins secrets (The Pasadena Primary)
15. Les vertus de la famille (A Valued Family)
16. Visa pour le bonheur (Leap of Faith)
17. Blog à part (FreeLuc.com)
18. Les années de silence (1) (Time After Time - Part 1)
19. Les années de silence (2) (Time After Time - Part 2)
20. Tout ira bien (If You Bake It He Will Come)
21. La dernière décision (Where There's Smoke...)
22. Un but dans la vie (Love All)
23. Éteignez les lumières (Lights Out)
24. Au bout de la route (On the Road Again)

## Cinquième saison (2010-2011)
1. Un monde qui change (Homecoming)
2. Poudre aux yeux (Brief Encounter)
3. Les marques du temps (Faking It)
4. De l'ombre à la lumière (A Righteous Kiss)
5. Allo maman ! (Call Mom)
6. Un mari idéal (An Ideal Husband)
7. Réconciliation (Resolved)
8. Cette femme, ma mère... (The Rhapsody Of The Flesh)
9. Chacun sa chambre (Get A Room)
10. Le dilemme (Cold Turkey)
11. Le goût du scandale (Scandalized)
12. Brûlants souvenirs (Thanks For The Memories)
13. Petites surprises (Safe At Home)
14. Conseil de famille (The One That Got Away)
15. Amour de jeunesse (Brody)
16. Une cabane dans le salon (Home Is Where the Fort Is)
17. Le choix d'Olivia (Olivia's Choice)
18. Mariage, anniversaire et enterrement (Never Say Never)
19. Si seulement... (Wouldn't It Be Nice)
20. Pères inconnus (Father Unknown)
21. Pour le meilleur ou pour le pire (For Better Or For Worse)
22. Une si belle mariée (Walker Down The Aisle)